# D-Mente
D-Mente war eine argentinische Groove-Metal-Band, die 2006 aus der Band A.N.I.M.A.L. hervorging.

## Geschichte
Die Band traf sich erstmals Ende des Jahres 2005, wurde jedoch erst 2006 offiziell gegründet. Die Band bestand aus Andrés Giménez, der die Metalband A.N.I.M.A.L. gründete, dem Gitarristen Lisardo Alvarez, dem Drummer Marcelo Baraj und dem Bassgitarristen Christian Cocchiararo. Bisher veröffentlichte D-Mente drei Alben. Ihr gleichnamiges Debütalbum, das elf Songs beinhaltet, kam noch im Gründungsjahr 2006 auf den Markt. Das zweite Album, Valiente Eternidad, entstand im Jahr 2008. 
Ab 2007 gab die Band viele Konzerte, die hauptsächlich in Argentinien und vor allem in Buenos Aires stattfanden. Ab 2008 gab die Band auch Konzerte außerhalb Argentiniens. D-Mente löste sich im September 2014 auf.

## Diskografie
- 2006: D-Mente (Leader Music)
- 2008: Valiente eternidad, (Leader Music)
- 2009: Morir para nacer (Leader Music)
- 2009: Un León D-Mente (EMI, mit León Gieco)
- 2011: No es el premio ganar sin saber lo que fue perder (Leader Music)